# Jeremy Shada
Jeremy Shada (Boise, 21 gennaio 1997) è un attore, doppiatore, cantante musicista statunitense, fratello minore degli attori Josh e Zack Shada.

## Biografia
Jeremy Shada è nato a Boise, Idaho. Attualmente risiede a Burbank, California. È conosciuto per aver prestato la voce, ancora oggi, a Finn l'avventuriero, protagonista della serie televisiva animata Adventure Time. Suo fratello, Zack Shada, era la voce originale di Finn nell'episodio pilota. Nel 2006 ha interpretato anche Charlie Pace in due flashback della sua infanzia, nella pluripremiata serie televisiva Lost.  Attualmente sta girando un programma televisivo di sketch comici ideato da Nick Cannon dal titolo Incredible Crew.
Dal 2016 presta la voce nella serie Dreamworks "Voltron: Legendary Defender", riadattamento della serie degli anni '80 "Voltron: Defender of the Universe" per il personaggio di Lance McClain, Paladino del Leone Blu, successivamente per il Leone Rosso.
Nel 2020 entra nel cast della serie Netflix “Julie and The Phantoms” in cui interpreta Reggie, bassista dell’omonima band.
L’8 marzo 2020 si è sposato con la sua fidanzata, nonché ballerina della Los Angeles Ballet, Carolynn Rowland.

## Filmografia
| Film          | Film                                            | Film                               | Film                                                         |
| Anno          | Film                                            | Ruolo                              | Note                                                         |
| ------------- | ----------------------------------------------- | ---------------------------------- | ------------------------------------------------------------ |
| 2004          | Miracle Run                                     | Giovane Phillip                    | Film Televisivo                                              |
| 2004          | Team America                                    | Jean Francois (Voce)               |                                                              |
| 2005          | No Rules                                        | Giovane Kurt Diamond               |                                                              |
| 2005          | Hōhokekyo tonari no Yamada-kun                  | Voce                               |                                                              |
| 2006          | Southern Comfort                                | Colton                             | Film Televisivo                                              |
| 2007          | Love's Unending Legacy                          | Bambino in vendita                 | Film Televisivo                                              |
| 2009          | Piovono polpette                                | Voce                               |                                                              |
| 2012          | ParaNorman                                      | Pug (Voce)                         |                                                              |
| 2012          | Cartoon Network 20th Anniversary                | Finn (Voce)                        | Film Televisivo                                              |
| 2013          | Aliens in the House                             | Mikey                              | Film Televisivo                                              |
| 2013          | Jobs                                            | Daniel Kottke                      | In Post-Produzione                                           |
| 2013          | Angry Video Game Nerd: The Movie                | Howard Nixon                       | In Post-Produzione                                           |
| Televisione   |                                                 |                                    |                                                              |
| Anno          | Programma                                       | Ruolo                              | Note                                                         |
| 2009–2011     | Batman: The Brave and the Bold                  | Giovane Robin                      | Voce                                                         |
| 2010–2018     | Adventure Time                                  | Finn                               | Voce                                                         |
| 2012–2013     | Incredible Crew                                 | Ruolo Principale / Vari Personaggi |                                                              |
| 2016-presente | "Voltron: Legendary Defender"                   | Lance McClain                      |                                                              |
| 2020          | Julie and The Phantoms                          | Reggie Peters                      |                                                              |
| Apparizioni   |                                                 |                                    |                                                              |
| Anno          | Titolo                                          | Ruolo                              | Episodio                                                     |
| 2004          | E.R. - Medici in prima linea                    | Bobby                              | Il viaggio. Stagione 11, Episodio 6                          |
| 2004          | Good Girls Don't                                | Young David                        | Sole Mates - Titolo Originale                                |
| 2006          | Nip/Tuck                                        | Bambino                            | Reefer. Stagione 4, Episodio 6                               |
| 2006          | Lost                                            | Giovane Charlie Pace               | Fuoco e acqua e Greatest Hits. Stagione 2-3, Episodio 12-21  |
| 2007          | Shark - Giustizia a tutti i costi               | C.J. Chambers                      | Fiducia cieca. Stagione 1, Episodio 16                       |
| 2007          | Ghost Whisperer - Presenze                      | Liam Fletcher                      | Il profeta e La cerimonia. Stagione, Episodi 21-22           |
| 2007          | The Loop                                        | Bambino Lussemburghese             | CSI: Donut Idol Bowl - Titolo Original                       |
| 2007          | Cold Case - Delitti irrisolti                   | Jack Raymes nel 1994               | Paura del buio. Stagione 5, Episodio 1                       |
| 2009          | Chowder - Scuola di cucina                      | Porridge (voce)                    | My Big Fat Stinky Wedding - Titolo Originale                 |
| 2010          | Parenthood                                      | Primo Baseman                      | Il problema di Max. Stagione 1, Episodio 5                   |
| 2012          | The High Fructose Adventures of Annoying Orange | Josh Bread, Dustin Berry (voce)    | Follow the Bouncing Orange e Clue Berries - Titoli Originali |
| Videogame     |                                                 |                                    |                                                              |
| Anno          | Gioco                                           | Ruolo                              | Note                                                         |
| 2011          | F.3.A.R.                                        | Paxton Fettel – bambino (Voce)     |                                                              |

## Doppiatori italiani
Da attore è sostituito da:
- Ruggero Valli in Lost (Charlie Pace da bambino)
- Gabriele Patriarca in Julie and the Phantoms (Reggie)

Da doppiatore è sostituito da:
- Alex Polidori in Adventure Time, LEGO Dimensions e MultiVersus (Finn)
- Andrea Oldani in Surf's Up 2 - Uniti per vincere (Cody Maverick)
- Alessio De Filippis e Matteo Ferrando in Voltron: Legendary Defender (Lance)